# Experiência de Melde

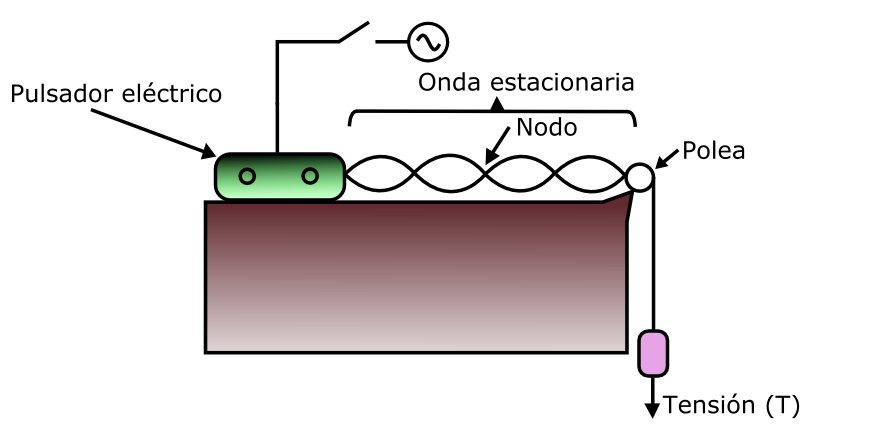
Modelo da experiência de Melde: um pulsador elétrico, unido a um cabo, conduz a uma polia que sujeita uma massa que causa tensão; cada nó é próprio da onda estacionária.

A experiência de Melde ou experimento de Melde é uma experiência científica realizada pelo físico alemão Franz Melde sobre as ondas estacionárias produzidas num cabo tenso unido a um pulsador elétrico. Esta experiência demonstrar que as ondas mecânicas experimentam fenómenos de interferência. Ondas mecânicas viajando e, sentido contrário formam pontos imóveis, denominadas nós.